# NGC 6753
NGC 6753 (другие обозначения — PGC 62870, ESO 184-22, AM 1907-570, IRAS19071-5707) — спиральная галактика (Sb) в созвездии Павлин.
Этот объект входит в число перечисленных в оригинальной редакции «Нового общего каталога».
В галактике вспыхнула сверхновая SN 2000cj типа Ia, её пиковая видимая звездная величина составила 14,8.
В галактике вспыхнула сверхновая SN 2005cb типа Ib/c, её пиковая видимая звездная величина составила 15,6.